# Motor Lublin (piłka nożna) w sezonie 1968/1969
Sezon 1968/1969 był dla Motoru Lublin 2. sezonem na drugim szczeblu ligowym. W trzydziestu rozegranych spotkaniach, Motor zdobył 29 punktów i zajął 9. miejsce w tabeli. Trenerami zespołu w rundzie jesiennej byli: Marian Szymczyk, następnie Jerzy Chrzanowski. W rundzie wiosennej drużynę prowadził Władysław Giergiel.

## Przebieg sezonu
W przerwie letniej zespół przebywał na obozie przygotowawczym na Wołyniu, gdzie rozegrał dwa mecze towarzyskie: z Szachtarem Nowowołyńsk (3:2) i Torpedo Łuck. Następnie piłkarze i sztab szkoleniowy wyjechali na zgrupowanie do Węgierskiej Górki, gdzie rozegrali sparing z I-ligową Stalą Rzeszów, remisując 2:2, dzięki bramkom Sokołowskiego i Nielipiuka. Ponadto Motor sparował z Koszarawą Żywiec (1:0) i BKS-em Bielsko (3:1). Do drużyny w tym okresie przybył Jerzy Sułkowski z Avii Świdnik, a we wrześniu Maciej Famulski.
Sezon Motor rozpoczął od dwóch wygranych i był wówczas liderem rozgrywek. We wrześniu zespół przegrał pięć meczów i jeden zremisował, a po wyjazdowej porażce z Górnikiem Wałbrzych spadł na przedostatnie miejsce w tabeli. Po meczu w Wałbrzychu, 2 października zwolniono z funkcji trenera Mariana Szymczyka, a w jego miejsce zaangażowano do końca 1968 roku Jerzego Chrzanowskiego. Ostatecznie rundę jesienną Motor zakończył na spadkowym 13. miejscu, z dorobkiem 13 punktów.
30 stycznia 1969 zespół wraz z nowym trenerem – Władysławem Giergielem, wyjechał na zgrupowanie do Jeleniej Góry. Motor rozegrał tam kilka meczów sparingowych, między innymi z Karkonoszami Jelenia Góra (4:1), Polonią Bytom (2:1), Wisłą Kraków (0:0) i Gwardią Warszawą 1:1. W przerwie zimowej do drużyny dołączyli z Avii Świdnik Jan Góral i Andrzej Oryszko. 6 marca 1969 zespół wyjechał na zgrupowanie do Węgierskiej Górki. Stamtąd pojechał na pierwszy mecz rundy wiosennej do Raciborza. Do Lublina powrócił po wyjazdowym meczu następnej kolejki z Hutnikiem Nowa Huta.
7 maja 1969, po wygranej w zaległym meczu z Zawiszą Bydgoszcz, Motor awansował na 9. miejsce w tabeli. Dwa mecze Motor w roli gospodarza rozegrał na Wieniawie. W czerwcu 1969 spotkania z Cracovią oraz Olimpią Poznań obejrzało po 15 tysięcy widzów.

## Mecze ligowe w sezonie 1968/1969
| Data                 | Przeciwnik        | D/W | Miejsce                   | Wynik M/P | Strzelcy                                         | Widzów  | Źródło        |
| -------------------- | ----------------- | --- | ------------------------- | --------- | ------------------------------------------------ | ------- | ------------- |
|                      |                   |     |                           |           |                                                  |         |               |
| RUNDA JESIENNA       |                   |     |                           |           |                                                  |         |               |
|                      |                   |     |                           |           |                                                  |         |               |
| 3 sierpnia 1968      | Unia Racibórz     | D   | Stadion przy ul. Kresowej | 4:1       | Brysiak 46', 76', Drabik 47', Sokołowski 82' (k) | 10 tys. | [ 19 ] [ 20 ] |
| 11 sierpnia 1968     | Hutnik Nowa Huta  | D   | Stadion przy ul. Kresowej | 2:1       | Sokołowski 20', Nilipiuk 40'                     | 15 tys. | [ 6 ] [ 21 ]  |
| 18 sierpnia 1968     | Start Łódź        | W   | Łódź                      | 0:2       |                                                  | 6 tys.  | [ 22 ] [ 23 ] |
| 24 sierpnia 1968     | Garbarnia Kraków  | D   | Stadion przy ul. Kresowej | 1:0       | Dworzecki 75'                                    | 10 tys. | [ 24 ] [ 25 ] |
| 1 września 1968      | Zawisza Bydgoszcz | W   | Stadion Zawiszy           | 0:2       |                                                  | 4 tys.  | [ 26 ] [ 27 ] |
| 4 września 1968      | Unia Tarnów       | D   | Stadion przy ul. Kresowej | 0:1       |                                                  | 10 tys. | [ 28 ] [ 29 ] |
| 8 września 1968      | Lech Poznań       | W   | Stadion na Dębcu          | 0:4       |                                                  | 10 tys. | [ 30 ] [ 31 ] |
| 14 września 1968     | Górnik Wojkowice  | D   | Stadion przy ul. Kresowej | 0:0       |                                                  | 10 tys. | [ 32 ] [ 33 ] |
| 21 września 1968     | Arkonia Szczecin  | W   | Stadion Arkonii           | 0:2       |                                                  | 4 tys.  | [ 34 ] [ 35 ] |
| 29 września 1968     | Górnik Wałbrzych  | W   | Wałbrzych                 | 0:2       |                                                  | 8 tys.  | [ 7 ] [ 36 ]  |
| 6 października 1968  | ŁKS Łódź          | D   | Stadion przy ul. Kresowej | 2:0       | Sokołowski 62', 76'                              | 7 tys.  | [ 37 ] [ 38 ] |
| 13 października 1968 | Cracovia          | W   | Stadion Cracovii          | 1:3       | Sokołowski 18'                                   | 9 tys.  | [ 39 ] [ 40 ] |
| 27 października 1968 | Gwardia Warszawa  | D   | Stadion przy ul. Kresowej | 2:1       | Famulski 63', Dworzecki 64'                      | 8 tys.  | [ 41 ] [ 42 ] |
| 10 listopada 1968    | Olimpia Poznań    | W   | Poznań                    | 0:1       |                                                  | 500     | [ 43 ] [ 44 ] |
| 17 listopada 1968    | Piast Gliwice     | D   | Stadion przy ul. Kresowej | 1:0       | Sokołowski 87'                                   | 6 tys.  | [ 10 ] [ 45 ] |
|                      |                   |     |                           |           |                                                  |         |               |
| RUNDA WIOSENNA       |                   |     |                           |           |                                                  |         |               |
|                      |                   |     |                           |           |                                                  |         |               |
| 16 marca 1969        | Unia Racibórz     | W   | Stadion Unii Racibórz     | 1:3       | Lisiewicz 25'                                    | 1 tys.  | [ 46 ] [ 47 ] |
| 22 marca 1969        | Hutnik Nowa Huta  | W   | Stadion Hutnika           | 0:0       |                                                  | 2 tys.  | [ 48 ]        |
| 30 marca 1969        | Start Łódź        | D   | Stadion przy ul. Kresowej | 3:0       | Dworzecki 17', Sykta 40', Nilipiuk 75'           | 10 tys. | [ 49 ] [ 50 ] |
| 13 kwietnia 1969     | Garbarnia Kraków  | W   | Stadion Garbarni          | 2:1       | Sykta 67', 83'                                   | 6 tys.  | [ 51 ] [ 52 ] |
| 27 kwietnia 1969     | Unia Tarnów       | W   | Tarnów                    | 0:1       |                                                  | 5 tys.  | [ 53 ] [ 54 ] |
| 3 maja 1969          | Lech Poznań       | D   | Stadion przy ul. Kresowej | 1:0       | Bucki 2'                                         | 10 tys. | [ 55 ] [ 56 ] |
| 7 maja 1969          | Zawisza Bydgoszcz | D   | Stadion przy ul. Kresowej | 1:0       | Brysiak 63' (k)                                  | 15 tys. | [ 16 ] [ 57 ] |
| 11 maja 1969         | Górnik Wojkowice  | W   | Wojkowice                 | 1:1       | Brysiak 49'                                      | 4 tys.  | [ 58 ] [ 59 ] |
| 17 maja 1969         | Arkonia Szczecin  | D   | Stadion przy ul. Kresowej | 1:0       | Oryszko 16'                                      | 10 tys. | [ 60 ] [ 61 ] |
| 24 maja 1969         | Górnik Wałbrzych  | D   | Stadion przy ul. Kresowej | 2:2       | Brysiak 73', Góral 90'                           | 8 tys.  | [ 62 ] [ 63 ] |
| 31 maja 1969         | ŁKS Łódź          | W   | Stadion ŁKS-u             | 2:2       | Oryszko 45', Nilipiuk 80'                        | 5 tys.  | [ 64 ] [ 65 ] |
| 5 czerwca 1969       | Cracovia          | D   | Stadion Lublinianki       | 1:0       | Śpiewok 82'                                      | 15 tys. | [ 66 ] [ 67 ] |
| 8 czerwca 1969       | Gwardia Warszawa  | W   | Stadion Dziesięciolecia   | 0:4       |                                                  | 8 tys.  | [ 68 ]        |
| 15 czerwca 1969      | Olimpia Poznań    | D   | Stadion Lublinianki       | 0:2       |                                                  | 15 tys. | [ 18 ] [ 69 ] |
| 22 czerwca 1969      | Piast Gliwice     | W   | Stadion Piasta            | 1:2       | Sułkowski 58'                                    | 2 tys.  | [ 70 ] [ 71 ] |

### Tabela II ligi
| Poz | Klub              | M  | Pkt | Bz | Bs |
| --- | ----------------- | -- | --- | -- | -- |
| 1.  | Gwardia Warszawa  | 30 | 40  | 55 | 38 |
| 2.  | Cracovia          | 30 | 37  | 32 | 20 |
| 3.  | Górnik Wałbrzych  | 30 | 34  | 35 | 26 |
| 4.  | Unia Racibórz     | 30 | 33  | 43 | 38 |
| 5.  | ŁKS Łódź          | 30 | 32  | 32 | 34 |
| 6.  | Garbarnia Kraków  | 30 | 31  | 36 | 36 |
| 7.  | Unia Tarnów       | 30 | 30  | 29 | 29 |
| 8.  | Arkonia Szczecin  | 30 | 29  | 32 | 34 |
| 9.  | Motor Lublin      | 30 | 29  | 29 | 38 |
| 10. | Zawisza Bydgoszcz | 30 | 28  | 26 | 25 |
| 11. | Olimpia Poznań    | 30 | 28  | 31 | 36 |
| 12. | Hutnik Nowa Huta  | 30 | 28  | 30 | 36 |
| 13. | Górnik Wojkowice  | 30 | 27  | 30 | 32 |
| 14. | Piast Gliwice     | 30 | 26  | 23 | 31 |
| 15. | Lech Poznań       | 30 | 24  | 24 | 41 |
| 16. | Start Łódź        | 30 | 24  | 32 | 35 |

## Kadra
| Zawodnik               | Rok ur.   | Występy        | Bramki         | Występy        | Bramki         | Występy   | Bramki    |
| Zawodnik               | Rok ur.   | RUNDA JESIENNA | RUNDA JESIENNA | RUNDA WIOSENNA | RUNDA WIOSENNA | SEZON     | SEZON     |
| Bramkarze              | Bramkarze | Bramkarze      | Bramkarze      | Bramkarze      | Bramkarze      | Bramkarze | Bramkarze |
| ---------------------- | --------- | -------------- | -------------- | -------------- | -------------- | --------- | --------- |
| Paweł Mikołajczak      | 1936      | 1              |                | —              | —              | 1         |           |
| Adam Suszek            | 1946      | 6              |                | 14             |                | 20        |           |
| Andrzej Wężyk          | 1946      | 8              |                | 1 (1)          |                | 9 (1)     |           |
| Obrońcy                |           |                |                |                |                |           |           |
| Władysław Bucki        | 1942      | 13             |                | 15             | 1              | 28        | 1         |
| Jan Góral              | 1940      | —              | —              | 15             | 1              | 15        | 1         |
| Jacek Rudak            | 1939      | 8              |                | 15             |                | 23        |           |
| Krzysztof Rześny       | 1946      | 15             |                | 14 (1)         |                | 29 (1)    |           |
| Stanisław Sklarek      | 1935      | 6 (2)          |                | —              | —              | 6 (2)     |           |
| Edward Widera          | 1937      | 8 (1)          |                | —              | —              | 8 (1)     |           |
| Pomocnicy i napastnicy |           |                |                |                |                |           |           |
| Ryszard Brysiak        | 1946      | 15             | 2              | 15             | 3              | 30        | 5         |
| Andrzej Drabik         | ????      | 7              | 1              | —              | —              | 7         | 1         |
| Ryszard Dworzecki      | 1947      | 14             | 2              | 14             | 1              | 28        | 3         |
| Maciej Famulski        | 1939      | 7              | 1              | 6 (1)          |                | 13 (1)    | 1         |
| Jan Lisiewicz          | 1947      | 9 (2)          |                | 9 (3)          | 1              | 18 (5)    | 1         |
| Jan Nilipiuk           | 1944      | 9 (5)          | 1              | 3 (7)          | 2              | 12 (12)   | 3         |
| Andrzej Oryszko        | 1944      | —              | —              | 11             | 2              | 11        | 2         |
| Witold Sokołowski      | 1939      | 11 (1)         | 6              | 0 (5)          |                | 11 (6)    | 6         |
| Jerzy Sułkowski        | 1940      | 10             |                | 6 (4)          |                | 16 (4)    | 1         |
| Andrzej Sykta          | 1940      | 3              |                | 15             | 3              | 18        | 3         |
| Edward Szafrański      | ????      | 14             |                | 0 (2)          |                | 14 (2)    |           |
| Paweł Śpiewok          | 1940      | —              | —              | 14             | 1              | 14        | 1         |

## Puchar Polski na szczeblu centralnym
| Data             | Runda | Przeciwnik     | D/W | Miejsce | Wynik M/P | Strzelcy | Źródło |
| ---------------- | ----- | -------------- | --- | ------- | --------- | -------- | ------ |
| 28 sierpnia 1968 | I     | Radomiak Radom | W   | Radom   | 0:4       |          | [ 72 ] |